# Cantone di Cholet-1
Il Cantone di Cholet-1 è una divisione amministrativa dell'arrondissement di Cholet.
A seguito della riforma approvata con decreto del 26 febbraio 2014, che ha avuto attuazione dopo le elezioni dipartimentali del 2015, è passato da 2 comuni più una frazione a una frazione di comune.

## Composizione
Fino al 2014 comprendeva parte del comune di Cholet e i comuni di:
- Saint-Léger-sous-Cholet
- La Séguinière

Dal 2015 il cantone comprende solo una parte del territorio comunale della città di Cholet.